# 1937 en musique
| \| • Retour à la chronologie générale de la musique populaire • \| |
| XXIe siècle • XXe siècle • XIXe siècle • XVIIIe siècle XVIIe siècle • XVIe siècle • XVe siècle • XIVe siècle XIIIe siècle • XIIe siècle • XIe siècle • Xe siècle IXe siècle • VIIIe siècle • Haut Moyen Âge • Rome • Grèce |
| • Retour à la chronologie générale de la musique populaire • |

| • Retour à la chronologie générale de la musique populaire • |

| Années de la musique populaire : 1934 - 1935 - 1936 - 1937 - 1938 - 1939 - 1940    |
| Décennies de la musique populaire : 1900 - 1910 - 1920 - 1930 - 1940 - 1950 - 1960 |

Cet article présente les faits marquants de l'année 1937 en musique.

## Événements
- Ella Fitzgerald chante Rock It For Me (en), l'une des toutes premières chansons où (au détour d'un couplet), on peut entendre l'expression rock 'n' roll.
- 19 et 20 juin  : deuxième et dernière session d'enregistrement de Robert Johnson à Dallas, Texas, pour Vocalion. Il grave notamment Me and the Devil Blues, Love in Vain et Milk Cow's Calf Blues[1].
- 6 juillet : Enregistrement d’un des plus célèbres enregistrements de l’époque des big bands, Sing, Sing, Sing, par l’orchestre de Benny Goodman.
- Mahalia Jackson enregistre la chanson de gospel Peace in the Valley écrite en 1933 par Thomas A. Dorsey.

## Naissances
- 8 janvier : Shirley Bassey, chanteuse britannique.
- 1er février : Don Everly, chanteur américain du groupe de rock The Everly Brothers († 21 août 2021).
- 10 février : Roberta Flack, chanteuse et musicienne de soul américaine († 24 février 2025).
- 9 mai : David Prater, chanteur de soul américain, membre du duo Sam & Dave († 9 avril 1988).
- 15 mai : Trini Lopez, chanteur américain mort († 11 août 2020).
- 5 septembre : Eddie Vartan, musicien et compositeur français († 19 juin 2001).
- 20 octobre : Wanda Jackson, chanteuse américaine de rock 'n' roll.
- 15 novembre : Little Willie John, chanteur de rhythm and blues américain († 26 mai 1968).
- 12 décembre : Connie Francis, chanteuse et actrice américaine († 17 juillet 2025).

## Décès
- 2 juin : Louis Vierne, compositeur et organiste français
- 11 juillet : George Gershwin, compositeur américain.
- 23 août : Albert Roussel, compositeur français
- 26 septembre : Bessie Smith, chanteuse de blues américaine.
- 2 décembre : Joe Smith, trompettiste de jazz américain.
- 28 décembre : Maurice Ravel, compositeur français.